# Mike el Caballero
Mike el Caballero (en inglés: Mike the Knight) es una serie de televisión animada canadiense-británica creada por Alexander Bar y escrita por Marc Seal. En la actualidad se emite en Treehouse TV en Canadá, Nickelodeon y Nick Jr. en los Estados Unidos, y CBeebies en el Reino Unido. En América Latina, la serie se emitió por Discovery Kids, y en España por Clan.

## Sinopsis
La serie trata de Mike, un chico de aproximadamente 10 años de edad cuyo padre se ha marchado en busca de aventuras. Fijándose en su padre, Mike quiere ser un caballero, pero de momento es solo un aprendiz de caballero. Con sus dos amigos dragones, Sparkie y Squirt (Chispa y Gotas en España), su hermana pequeña Evie, la aprendiz de bruja y su caballo Galahad, Mike intenta ser el caballero más bravo de todos. A través de sus aventuras, aprende la importancia de compartir, cuidar, dar y entender.

## Personajes
- Mike:  Es el personaje principal de la serie. Él es un aprendiz de caballero de 10 años y trata de ser un valiente caballero como su padre. Aunque no puede hacer todo como su padre caballero, él hará lo correcto con su espada.
- Evie: Es la hermana de Mike. Ella es una aprendiz de hechicera de 9 años de edad y le gusta, cada vez que puede, a unirse a Mike en sus misiones. Por desgracia, su magia siempre le sale mal, en un efecto desastroso pero hilarante.
- Sparkie (Chispa en España): Es un dragón rojo que escupe fuego. Leal y amable, que es uno de los amigos de Mike. Debido a sus pequeñas alas, es incapaz de volar.
- Squirt (Gota en España.): Es un dragón azul que arroja agua, que también es uno de los amigos de Mike. A diferencia de Sparkie, es capaz de volar con sus alas.
- Galahad: Es el caballo de Mike que siempre lo acompaña en sus aventuras.
- El Sr. Cuddles: Es la rana mascota y mejor amigo de Evie.
- La Reina Martha: Es la madre de Mike y Evie.
- Yip y Yap: Son corgis que la Reina Martha posee. El dúo a menudo se meten en problemas, por lo general causada por los intereses de caballería de Mike o magia de Evie.
- Fernando: Es el bardo residente y sus canciones ingeniosas empiezan y terminan por cada episodio con una nota humorística.
- Trollee: Es un troll que es uno de los amigos de Mike. Él puede ser muy tímido a veces, dependiendo de la situación.

## Episodios
Temporada 1: Mike el caballero y...
1 - Galahad el grande-Los dragones aterradores
2 - El tesoro sonriente-El obsequio de cumpleaños de Evie
3 - El gran favor-La búsqueda traviesa
4 - El tesoro enterrado-La historia de Sir Troly
5 - La misión desastrosa-Troly en problemas
6 - El ruido misterioso-El escudo poderoso
7 - La paz y la tranquilidad-Las noticias de Glendragón
8 - El gran galope-La señal especial
9 -